# Калтавутуро
Калтавуту̀ро (на италиански: Caltavuturo, на сицилиански Caltavuturu, Калтавутуру) е малко градче и община в Южна Италия, провинция Палермо, автономен регион и остров Сицилия. Разположено е на 635 m надморска височина. Населението на общината е 4219 души (към 2010 г.).